# CONCACAF League 2021
La CONCACAF League 2021 è stata la 5ª edizione della CONCACAF League. L'avvio della competizione è avvenuto il 5 agosto 2021 concludendosi il 15 dicembre dello stesso anno.

## Formula
Partecipano 22 squadre: tre ciascuno per Costarica, Guatemala, Honduras, Panama ed El Salvador, due per il Nicaragua, una per Belize e Canada, più le squadre piazzatesi dal secondo al quarto posto nel Campionato per club CFU. 12 squadre partecipano a un turno preliminare, le cui 6 vincenti si aggiungono alle altre 10 qualificate agli ottavi di finale. Tutti i turni sono ad eliminazione diretta con partite di andata e ritorno: fino alle semifinali si applica la regola dei gol fuori casa, con calci di rigore in caso di parità al termine dei 180 minuti, mentre in finale la regola dei gol fuori casa non viene applicata e prima dei rigori si disputano i tempi supplementari.
Le migliori sei squadre si qualificano alla CONCACAF Champions League 2022.

## Date
| Turno            | Sorteggio              | Andata               | Ritorno                     |
| ---------------- | ---------------------- | -------------------- | --------------------------- |
| Preliminare      | 16 giugno 2021 (Miami) | 3-12 agosto 2021     | 17-19 agosto 2021           |
| Ottavi di finale | 16 giugno 2021 (Miami) | 21-23 settembre 2021 | 28-30 settembre 2021        |
| Quarti di finale | 16 giugno 2021 (Miami) | 19-21 ottobre 2021   | 2-4 novembre 2021           |
| Semifinali       | 16 giugno 2021 (Miami) | 23-25 novembre 2021  | 30 novembre-2 dicembre 2021 |
| Finale           | 16 giugno 2021 (Miami) | 7-9 dicembre 2021    | 14-15 dicembre 2021         |

## Squadre partecipanti
| Nazione             | Slot  | Club               | Qualificazione                                                         |
| ------------------- | ----- | ------------------ | ---------------------------------------------------------------------- |
| Costa Rica 3 posti  | CRC 1 | Alajuelense        | Campione Torneo Apertura 2020                                          |
| Costa Rica 3 posti  | CRC 2 | Saprissa           | Campione Torneo Clausura 2021                                          |
| Costa Rica 3 posti  | CRC 3 | Santos de Guápiles | Non campione meglio piazzata nella classifica del Torneo Clausura 2021 |
| El Salvador 3 posti | SLV 1 | Alianza            | Campione Torneo Apertura 2020                                          |
| El Salvador 3 posti | SLV 2 | FAS                | Campione Torneo Clausura 2021                                          |
| El Salvador 3 posti | SLV 3 | Once Municipal     | Non campione meglio piazzata nella classifica aggregata 2020-2021      |
| Guatemala 3 posti   | GTM 1 | Guastatoya         | Campione Torneo Apertura 2020                                          |
| Guatemala 3 posti   | GTM 2 | Santa Lucía        | Campione Torneo Clausura 2021                                          |
| Guatemala 3 posti   | GTM 3 | Comunicaciones     | Non campione meglio piazzata nella classifica aggregata 2020-2021      |
| Honduras 3 posti    | HON 1 | Olimpia            | Campione Torneo Apertura 2020 e Torneo Clausura 2021                   |
| Honduras 3 posti    | HON 2 | Motagua            | Non campione meglio piazzata nella classifica aggregata 2020-2021      |
| Honduras 3 posti    | HON 3 | Marathón           | Non campione seconda piazzata nella classifica aggregata 2020-2021     |
| Panama 3 posti      | PAN 1 | Indep. La Chorrera | Campione Torneo Clausura 2020                                          |
| Panama 3 posti      | PAN 2 | Plaza Amador       | Campione Torneo Apertura 2021                                          |
| Panama 3 posti      | PAN 3 | Universitario      | Finalista Torneo Apertura 2021                                         |
| Nicaragua 2 posti   | NIC 1 | Real Estelí        | Campione Torneo Apertura 2020                                          |
| Nicaragua 2 posti   | NIC 2 | Diriangén          | Campione Torneo Clausura 2021                                          |
| Belize 1 posto      | BLZ 1 | Hankook Verdes     | Campione Opening season 2019                                           |
| Canada 1 posto      | CAN 2 | Forge              | Campione della Canadian Premier League 2020                            |
| CFU 3 posti         | CCC 2 | Inter Moengotapoe  | Finalista del Campionato per club CFU 2021                             |
| CFU 3 posti         | CCC 3 | Metropolitan FA    | Miglior semifinalista del Campionato per club CFU 2021                 |
| CFU 3 posti         | CCC 4 | Samaritaine        | Peggior semifinalista del Campionato per club CFU 2021                 |

## Sorteggio
Il sorteggio si è svolto a Miami, il 16 giugno 2021. Le squadre sono state sorteggiate in un tabellone di tipo tennistico, che determina gli accoppiamenti di tutti i turni fino alla finale, nonché il fattore campo fino ai quarti di finale.
Le squadre sono divise in quattro urne, le prime due per le squadre che esordiscono dal turno preliminare, la terza e la quarta per gli accoppiamenti degli ottavi di finale. La disposizione nelle urne dipende da un indice elaborato dalla CONCACAF, che prende in considerazione i risultati nelle ultime cinque edizioni di Champions League e CONCACAF League. L'indice non viene calcolato per ogni singola squadra ma per gli "slot" assegnati a ogni paese.
I punti del coefficiente vengono così assegnati:
- 4 punti per ogni partecipazione alla Champions League
- 2 punti per ogni partecipazione alla CONCACAF League
- 3 punti per ogni vittoria
- 1 punto per ogni pareggio
- 1 punto per ogni turno superato in Champions League
- 0,5 punti per ogni turno superato in CONCACAF League
- 2 punti per la vittoria della Champions League
- 1 punto per la vittoria della CONCACAF League.[7]

| Urna   | Pos. | Slot  | Pt. 2016/17 | Pt. 2017/18 | Pt. 2017/18 | Pt. 2018/19 | Pt. 2018/19 | Pt. 2019/20 | Pt. 2020/21 | Totale |
| Urna   | Pos. | Slot  | CHL         | CL          | CHL         | CL          | CHL         | CL          | CL          | Totale |
| ------ | ---- | ----- | ----------- | ----------- | ----------- | ----------- | ----------- | ----------- | ----------- | ------ |
| Urna 1 | 1    | CRC 3 |             | 2           |             | 19,5        |             | 27          | 18          | 66,5   |
| Urna 1 | 2    | SLV 3 |             | 8,5         |             | 6,5         |             | 16,5        | 2           | 33,5   |
| Urna 1 | 3    | HON 3 |             | 2           |             | 21,5        |             | 3           | 6           | 32,5   |
| Urna 1 | 4    | SLV 2 | 5           | 11,5        |             | 5           |             | 7,5         | 3           | 32     |
| Urna 1 | 5    | PAN 3 |             | 11          |             | 15          |             | 2           | 3           | 31     |
| Urna 1 | 6    | CCC 3 | 4           | 5           |             | 5,5         |             | 4           | 10,5        | 29     |
| Urna 2 | 7    | NIC 2 |             | 9,5         |             | 2           |             | 5           | 3,5         | 20     |
| Urna 2 | 8    | CAN 2 |             |             |             |             |             | 9,5         | 10          | 19,5   |
| Urna 2 | 9    | GUA 3 |             |             |             |             |             | 12          | 4,5         | 16,5   |
| Urna 2 | 10   | CCC 4 |             | 2           |             | 5           |             | 5,5         | 2           | 14,5   |
| Urna 2 | 11   | GUA 2 | 6           |             |             |             |             | 3           | 3           | 12     |
| Urna 2 | 12   | BLZ 1 | 4           | 2           |             | 2           |             | 2           | 2           | 12     |

| Urna   | Pos.  | Slot                         | Pt. 2016/17                  | Pt. 2017/18                  | Pt. 2017/18                  | Pt. 2018/19                  | Pt. 2018/19                  | Pt. 2019/20                  | Pt. 2020/21                  | Totale                       |
| Urna   | Pos.  | Slot                         | CHL                          | CL                           | CHL                          | CL                           | CHL                          | CL                           | CL                           | Totale                       |
| ------ | ----- | ---------------------------- | ---------------------------- | ---------------------------- | ---------------------------- | ---------------------------- | ---------------------------- | ---------------------------- | ---------------------------- | ---------------------------- |
| Urna 3 | 1     | PAN 1                        | 20                           |                              | 8                            |                              | 12                           | 5                            | 2                            | 47                           |
| Urna 3 | 2     | HON 1                        | 11                           |                              | 5                            |                              | 4                            | 16,5                         | 10                           | 46,5                         |
| Urna 3 | 3     | CRC 1                        | 8                            |                              | 5                            |                              | 7                            | 7,5                          | 12,5                         | 40                           |
| Urna 3 | 4     | PAN 2                        | 8                            | 13                           |                              | 8,5                          |                              | 6,5                          | 2                            | 38                           |
| Urna 3 | 5     | HON 2                        | 11                           | 2                            |                              | 3                            |                              | 13                           | 6,5                          | 35,5                         |
| Urna 3 | 6     | SLV 1                        | 9                            |                              | 7                            |                              | 5                            | 5                            | 3                            | 29                           |
| Urna 3 | 7     | CRC 2                        | 14                           |                              | 5                            | 3                            |                              | 4                            | 2                            | 28                           |
| Urna 3 | 8     | NIC 1                        | 6                            | 5                            |                              | 5,5                          |                              | 3                            | 6,5                          | 26                           |
| Urna 4 | 9     | CCC 2                        | 5                            | 2                            |                              | 5                            |                              | 5,5                          | 2                            | 19,5                         |
| Urna 4 | 10    | GUA 1                        | 9                            |                              |                              |                              | 4                            | 3                            | 2                            | 18                           |
| Urna 4 | 11-16 | Vincitrici turno preliminare | Vincitrici turno preliminare | Vincitrici turno preliminare | Vincitrici turno preliminare | Vincitrici turno preliminare | Vincitrici turno preliminare | Vincitrici turno preliminare | Vincitrici turno preliminare | Vincitrici turno preliminare |

## Partite

### Tabellone
|  | Preliminare          | Preliminare | Preliminare |  |  | Ottavi             | Ottavi | Ottavi |  |                    | Quarti               | Quarti | Quarti |  |               | Semifinali     | Semifinali | Semifinali |  |         | Finale         | Finale | Finale |
|  |                      |             |             |  |  |                    |        |        |  |                    |                      |        |        |  |               |                |            |            |  |         |                |        |        |
|  | Diriangén            | 0           | 1           |  |  |                    |        |        |  |                    |                      |        |        |  |               |                |            |            |  |         |                |        |        |
|  | Diriangén            | 0           | 1           |  |  |                    |        |        |  |                    |                      |        |        |  |               |                |            |            |  |         |                |        |        |
|  | Marathón             | 1           | 2           |  |  | Marathón (dtr)     | 2      | 0 (5)  |  |                    |                      |        |        |  |               |                |            |            |  |         |                |        |        |
|  | Marathón             | 1           | 2           |  |  | Marathón (dtr)     | 2      | 0 (5)  |  |                    |                      |        |        |  |               |                |            |            |  |         |                |        |        |
|  |                      |             |             |  |  | Real Estelí        | 0      | 2 (4)  |  |                    |                      |        |        |  |               |                |            |            |  |         |                |        |        |
|  |                      |             |             |  |  | Real Estelí        | 0      | 2 (4)  |  |                    |                      |        |        |  |               |                |            |            |  |         |                |        |        |
|  |                      |             |             |  |  |                    |        |        |  | Marathón           | 0                    | 0      |        |  |               |                |            |            |  |         |                |        |        |
|  |                      |             |             |  |  |                    |        |        |  | Marathón           | 0                    | 0      |        |  |               |                |            |            |  |         |                |        |        |
|  | Samaritaine          |             |             |  |  |                    |        |        |  |                    | Motagua              | 2      | 2      |  |               |                |            |            |  |         |                |        |        |
|  | Samaritaine          |             |             |  |  |                    |        |        |  |                    | Motagua              | 2      | 2      |  |               |                |            |            |  |         |                |        |        |
|  | Universitario (tav.) |             |             |  |  | Universitario      | 2      | 0      |  |                    |                      |        |        |  |               |                |            |            |  |         |                |        |        |
|  | Universitario (tav.) |             |             |  |  | Universitario      | 2      | 0      |  |                    |                      |        |        |  |               |                |            |            |  |         |                |        |        |
|  |                      |             |             |  |  | Motagua            | 2      | 1      |  |                    |                      |        |        |  |               |                |            |            |  |         |                |        |        |
|  |                      |             |             |  |  | Motagua            | 2      | 1      |  |                    |                      |        |        |  |               |                |            |            |  |         |                |        |        |
|  |                      |             |             |  |  |                    |        |        |  |                    |                      |        |        |  | Motagua (gfc) | 2              | 0          |            |  |         |                |        |        |
|  |                      |             |             |  |  |                    |        |        |  |                    |                      |        |        |  | Motagua (gfc) | 2              | 0          |            |  |         |                |        |        |
|  | Hankook Verdes       | 0           | 1           |  |  |                    |        |        |  |                    |                      |        |        |  |               | Forge          | 2          | 0          |  |         |                |        |        |
|  | Hankook Verdes       | 0           | 1           |  |  |                    |        |        |  |                    |                      |        |        |  |               | Forge          | 2          | 0          |  |         |                |        |        |
|  | Santos de Guápiles   | 1           | 5           |  |  | Santos de Guápiles | 1      | 2      |  |                    |                      |        |        |  |               |                |            |            |  |         |                |        |        |
|  | Santos de Guápiles   | 1           | 5           |  |  |                    |        |        |  |                    |                      |        |        |  |               |                |            |            |  |         |                |        |        |
|  |                      |             |             |  |  | Plaza Amador       | 0      | 0      |  |                    |                      |        |        |  |               |                |            |            |  |         |                |        |        |
|  |                      |             |             |  |  | Plaza Amador       | 0      | 0      |  |                    |                      |        |        |  |               |                |            |            |  |         |                |        |        |
|  |                      |             |             |  |  |                    |        |        |  | Santos de Guápiles | 3                    | 0      |        |  |               |                |            |            |  |         |                |        |        |
|  |                      |             |             |  |  |                    |        |        |  |                    |                      |        |        |  |               |                |            |            |  |         |                |        |        |
|  | Forge                | 3           | 2           |  |  |                    |        |        |  |                    | Forge                | 1      | 3      |  |               |                |            |            |  |         |                |        |        |
|  | Forge                | 3           | 2           |  |  |                    |        |        |  |                    |                      |        |        |  |               |                |            |            |  |         |                |        |        |
|  | FAS                  | 1           | 2           |  |  | Forge              | 0      | 2      |  |                    |                      |        |        |  |               |                |            |            |  |         |                |        |        |
|  | FAS                  | 1           | 2           |  |  |                    |        |        |  |                    |                      |        |        |  |               |                |            |            |  |         |                |        |        |
|  |                      |             |             |  |  | Indep. La Chorrera | 0      | 0      |  |                    |                      |        |        |  |               |                |            |            |  |         |                |        |        |
|  |                      |             |             |  |  | Indep. La Chorrera | 0      | 0      |  |                    |                      |        |        |  |               |                |            |            |  |         |                |        |        |
|  |                      |             |             |  |  |                    |        |        |  |                    |                      |        |        |  |               |                |            |            |  | Motagua | 1              | 2      |        |
|  |                      |             |             |  |  |                    |        |        |  |                    |                      |        |        |  |               |                |            |            |  | Motagua | 1              | 2      |        |
|  |                      |             |             |  |  |                    |        |        |  |                    |                      |        |        |  |               |                |            |            |  |         | Comunicaciones | 2      | 4      |
|  |                      |             |             |  |  |                    |        |        |  |                    |                      |        |        |  |               |                |            |            |  |         | Comunicaciones | 2      | 4      |
|  |                      |             |             |  |  | Inter Moengotapoe  | 0      | N.     |  |                    |                      |        |        |  |               |                |            |            |  |         |                |        |        |
|  |                      |             |             |  |  | Inter Moengotapoe  | 0      | N.     |  |                    |                      |        |        |  |               |                |            |            |  |         |                |        |        |
|  |                      |             |             |  |  | Olimpia            | 6      | D.     |  |                    |                      |        |        |  |               |                |            |            |  |         |                |        |        |
|  |                      |             |             |  |  | Olimpia            | 6      | D.     |  |                    |                      |        |        |  |               |                |            |            |  |         |                |        |        |
|  |                      |             |             |  |  |                    |        |        |  | bye                |                      |        |        |  |               |                |            |            |  |         |                |        |        |
|  |                      |             |             |  |  |                    |        |        |  |                    |                      |        |        |  |               |                |            |            |  |         |                |        |        |
|  |                      |             |             |  |  |                    |        |        |  |                    | Guastatoya           |        |        |  |               |                |            |            |  |         |                |        |        |
|  |                      |             |             |  |  |                    |        |        |  |                    |                      |        |        |  |               |                |            |            |  |         |                |        |        |
|  |                      |             |             |  |  | Guastatoya (gfc)   | 1      | 2      |  |                    |                      |        |        |  |               |                |            |            |  |         |                |        |        |
|  |                      |             |             |  |  | Guastatoya (gfc)   | 1      | 2      |  |                    |                      |        |        |  |               |                |            |            |  |         |                |        |        |
|  |                      |             |             |  |  | Alajuelense        | 1      | 2      |  |                    |                      |        |        |  |               |                |            |            |  |         |                |        |        |
|  |                      |             |             |  |  | Alajuelense        | 1      | 2      |  |                    |                      |        |        |  |               |                |            |            |  |         |                |        |        |
|  |                      |             |             |  |  |                    |        |        |  |                    |                      |        |        |  | Guastatoya    | 0              | 1          |            |  |         |                |        |        |
|  |                      |             |             |  |  |                    |        |        |  |                    |                      |        |        |  | Guastatoya    | 0              | 1          |            |  |         |                |        |        |
|  | Santa Lucía          | 3           | 2           |  |  |                    |        |        |  |                    |                      |        |        |  |               | Comunicaciones | 1          | 2          |  |         |                |        |        |
|  | Santa Lucía          | 3           | 2           |  |  |                    |        |        |  |                    |                      |        |        |  |               | Comunicaciones | 1          | 2          |  |         |                |        |        |
|  | Metropolitan FA      | 0           | 1           |  |  | Santa Lucía        | 0      | 2      |  |                    |                      |        |        |  |               |                |            |            |  |         |                |        |        |
|  | Metropolitan FA      | 0           | 1           |  |  |                    |        |        |  |                    |                      |        |        |  |               |                |            |            |  |         |                |        |        |
|  |                      |             |             |  |  | Saprissa           | 2      | 4      |  |                    |                      |        |        |  |               |                |            |            |  |         |                |        |        |
|  |                      |             |             |  |  | Saprissa           | 2      | 4      |  |                    |                      |        |        |  |               |                |            |            |  |         |                |        |        |
|  |                      |             |             |  |  |                    |        |        |  | Saprissa           | 4                    | 1      |        |  |               |                |            |            |  |         |                |        |        |
|  |                      |             |             |  |  |                    |        |        |  | Saprissa           | 4                    | 1      |        |  |               |                |            |            |  |         |                |        |        |
|  | Comunicaciones       | 1           | 3           |  |  |                    |        |        |  |                    | Comunicaciones (gfc) | 3      | 2      |  |               |                |            |            |  |         |                |        |        |
|  | Comunicaciones       | 1           | 3           |  |  |                    |        |        |  |                    | Comunicaciones (gfc) | 3      | 2      |  |               |                |            |            |  |         |                |        |        |
|  | Once Municipal       | 1           | 0           |  |  | Comunicaciones     | 2      | 1      |  |                    |                      |        |        |  |               |                |            |            |  |         |                |        |        |
|  | Once Municipal       | 1           | 0           |  |  | Comunicaciones     | 2      | 1      |  |                    |                      |        |        |  |               |                |            |            |  |         |                |        |        |
|  |                      |             |             |  |  | Alianza            | 1      | 0      |  |                    |                      |        |        |  |               |                |            |            |  |         |                |        |        |
|  |                      |             |             |  |  | Alianza            | 1      | 0      |  |                    |                      |        |        |  |               |                |            |            |  |         |                |        |        |

### Preliminare
Il Samaritaine, squadra della Martinica, non è riuscito a raggiungere Panama, a causa di diversi positivi nel gruppo squadra che hanno costretto il team a isolarsi in quarantena. In base alle regole della competizione il Samaritaine è stato escluso e gli avversari del CD Universitario hanno ottenuto il passaggio del turno.
| Squadra 1      | Totale | Squadra 2          | Andata | Ritorno |
| -------------- | ------ | ------------------ | ------ | ------- |
| Diriangén      | 1 - 3  | Marathón           | 0 - 1  | 1 - 2   |
| Hankook Verdes | 1 - 6  | Santos de Guápiles | 0 - 1  | 1 - 5   |
| Forge          | 5 - 3  | FAS                | 3 - 1  | 2 - 2   |
| Santa Lucía    | 5 - 1  | Metropolitan FA    | 3 - 0  | 2 - 1   |
| Comunicaciones | 4 - 1  | Once Municipal     | 1 - 1  | 3 - 0   |

### Ottavi
Olimpia e Inter Moengotapoe sono entrambe state squalificate dal torneo successivamente alla partita di andata, a causa di gravi violazioni al codice di condotta: il proprietario della squadra surinamese avrebbe pagato una somma di denaro ai giocatori avversari.
| Squadra 1          | Totale          | Squadra 2          | Andata | Ritorno |
| ------------------ | --------------- | ------------------ | ------ | ------- |
| Marathón           | 2 - 2 (5-4 dtr) | Real Estelí        | 2 - 0  | 0 - 2   |
| Universitario      | 2 - 3           | Motagua            | 2 - 2  | 0 - 1   |
| Santos de Guápiles | 3 - 0           | Plaza Amador       | 1 - 0  | 2 - 0   |
| Forge              | 2 - 0           | Indep. La Chorrera | 0 - 0  | 2 - 0   |
| Inter Moengotapoe  | DSQ             | Olimpia            | 0 - 6  | N.D.    |
| Guastatoya         | 3 - 3 (gfc)     | Alajuelense        | 1 - 1  | 2 - 2   |
| Santa Lucía        | 2 - 6           | Saprissa           | 0 - 2  | 2 - 4   |
| Comunicaciones     | 3 - 1           | Alianza            | 2 - 1  | 1 - 0   |

### Quarti
Le gare si sono disputate tra il 21 ottobre ed il 4 novembre.
| Squadra 1          | Totale      | Squadra 2      | Andata | Ritorno |
| ------------------ | ----------- | -------------- | ------ | ------- |
| Marathón           | 0 - 4       | Motagua        | 0 - 2  | 0 - 2   |
| Santos de Guápiles | 3 - 4       | Forge          | 3 - 1  | 0 - 3   |
| Guastatoya         | -           |                | -      | -       |
| Saprissa           | 5 - 5 (gfc) | Comunicaciones | 4 - 3  | 1 - 2   |

### Semifinali
| Squadra 1  | Totale      | Squadra 2      | Andata | Ritorno |
| ---------- | ----------- | -------------- | ------ | ------- |
| Motagua    | 2 - 2 (gfc) | Forge          | 2 - 2  | 0 - 0   |
| Guastatoya | 1 - 3       | Comunicaciones | 0 - 1  | 1 - 2   |

### Finale
| Squadra 1 | Totale | Squadra 2      | Andata | Ritorno |
| --------- | ------ | -------------- | ------ | ------- |
| Motagua   | 3 - 6  | Comunicaciones | 1 - 2  | 2 - 4   |

## Qualificazione alla CONCACAF Champions League 2022
Si qualificano alla CONCACAF Champions League 2022 sei squadre: la vincitrice, la finalista, le due semifinaliste e le due migliori squadre eliminate ai quarti di finale. Per comporre la classifica non viene preso in considerazione il turno preliminare, le vittorie ai rigori danno diritto a tre punti come quelle ai tempi regolamentari.
| Slot | Squadra            | Pt         | G          | V          | N          | P          | GF         | GS         | DR         |
| ---- | ------------------ | ---------- | ---------- | ---------- | ---------- | ---------- | ---------- | ---------- | ---------- |
| GTM1 | Comunicaciones     | Vincitrice | Vincitrice | Vincitrice | Vincitrice | Vincitrice | Vincitrice | Vincitrice | Vincitrice |
| HON1 | Motagua            | Finalista  | Finalista  | Finalista  | Finalista  | Finalista  | Finalista  | Finalista  | Finalista  |
| CAN2 | Forge              | 9          | 6          | 2          | 3          | 1          | 8          | 5          | +3         |
| GTM2 | Guastatoya         | 2          | 4          | 0          | 2          | 2          | 4          | 6          | -2         |
| CRC1 | Saprissa           | 9          | 4          | 3          | 0          | 1          | 11         | 7          | +4         |
| CRC2 | Santos de Guápiles | 9          | 4          | 3          | 0          | 1          | 6          | 4          | +2         |
|      | Marathón           | 3          | 4          | 1          | 0          | 3          | 2          | 6          | -4         |